# 王子守夜
王子守夜（英語：Vigil of the Princes）是指英國王室成員在英國國葬或皇家儀式葬禮的瞻仰環節中，在棺木旁為去世的王室成員站立守靈的儀式。王子守夜至今只舉行過三次，最近一次為英女王伊莉莎白二世的葬禮。按照傳統，只有男性王室成員會參與王子守夜儀式，但安妮長公主於2022年在伊莉莎白二世的葬禮中成為第一位參加儀式的王室女性。

## 喬治五世
1936年1月27日，在英王喬治五世的瞻仰儀式上，他的四名兒子愛德華八世、時任約克公爵的喬治六世、格洛斯特公爵亨利王子及肯特公爵喬治王子於西敏廳在當天傍晚暫停向公衆開放瞻仰後進行了王子守夜儀式。
首次王子守夜儀式並沒有留下任何照片記錄，只以弗蘭克·貝雷斯福德其後繪製的一幅油畫作為整個瞻仰儀式的官方記錄。1936年，該幅油畫在皇家藝術研究院於伯林頓府舉行的展覽中展出。該幅名為《王子守夜：1936年1月28日上午12點15分（The Princes' Vigil: 12.15 am, January 28, 1936）》的油畫最終由喬治五世的遺孀特克的瑪麗購入，作為兒子愛德華八世的生日禮物。在油畫中，愛德華八世穿著其擔任名譽上校的擲彈兵衛隊制服；格洛斯特公爵與肯特公爵則分別身穿第10皇家驃騎兵團和皇家海軍的軍禮服。約克公爵在畫中沒有出現，但棺木後方則描繪有一名穿著步兵衛隊制服的男子，而他當時也確實在蘇格蘭衛隊擔任上校。

## 伊莉莎白王太后
歷史上的第二次王子守夜儀式出現在伊莉莎白王太后的葬禮上。王太后沒有兒子，故由時任威爾斯親王的外孫查爾斯三世、約克公爵安德魯王子、威塞克斯伯爵愛德華王子和林利子爵大衛·阿姆斯壯-瓊斯於2002年4月8日16時40分（UTC）起為其守夜。四人在守夜儀式中取代了皇家弓箭手連的守衛，並在20分鐘的儀式結束後由英王近衛隊接替。
威爾斯親王和約克公爵皆穿著海軍制服；威塞克斯伯爵在完成基本訓練前便已從軍隊退役，林利子爵則從未入伍，故二人均身穿黑色晨禮服出席儀式。在守夜期間，安妮長公主和威爾斯親王的兩個兒子威廉王子與哈里王子亦在場。

## 伊莉莎白二世
英女王伊莉莎白二世逝世後，根據代號為倫敦橋行動的葬禮計劃，伊莉莎白二世的所有子女、孫子女及曾孫子女均會為其棺木守靈。
2022年9月12日19時40分（UTC+1），包括查爾斯三世、安妮長公主、約克公爵安德魯王子和威塞克斯伯爵愛德華王子在內四名子女於愛丁堡聖吉爾斯大教堂為在此停靈供民衆瞻仰的棺木進行時長10分鐘的王子守夜儀式；查爾斯三世身穿蘇格蘭裙，長公主和威塞克斯伯爵均身穿軍裝，約克公爵則因性侵風波自願交還所有榮譽軍銜，因此只能穿著晨禮服參與儀式。安妮長公主在此次儀式中成為了首位參與王子守夜的女性王室成員。
伊莉莎白二世的靈柩停靈西敏廳供公衆瞻仰後，女王的四名子女在9月16日19時30分（UTC+1）再次進行了王子守夜儀式，儀式長約15分鐘。約克公爵被獲准在此次儀式中與其餘三人一樣穿上軍裝。查爾斯三世與約克公爵同樣穿著皇家海軍的軍禮服，長公主身穿其擔任名譽中校的皇家藍色騎兵團禮服，威塞克斯伯爵則身著他擔任皇家榮譽上校的皇家威塞克斯義勇騎兵團的一號禮服。
伊莉莎白二世的八個孫子女，包括威爾斯親王威廉王子、薩塞克斯公爵哈里王子、彼得·菲利浦斯、扎拉·廷德爾、碧翠絲公主、尤金妮公主、路易絲·溫莎女勳爵和塞文子爵詹姆士在翌日（17日）進行了守夜儀式。應國王的要求，威爾斯親王與薩塞克斯公爵二人身穿皇家藍色騎兵團的一號禮服，彼得·菲利浦斯和塞文子爵則在晨禮服上佩戴勳章。薩塞克斯公爵是自2020年宣佈辭去王室職務後首次獲准穿著軍裝。